# 旅順大屠殺

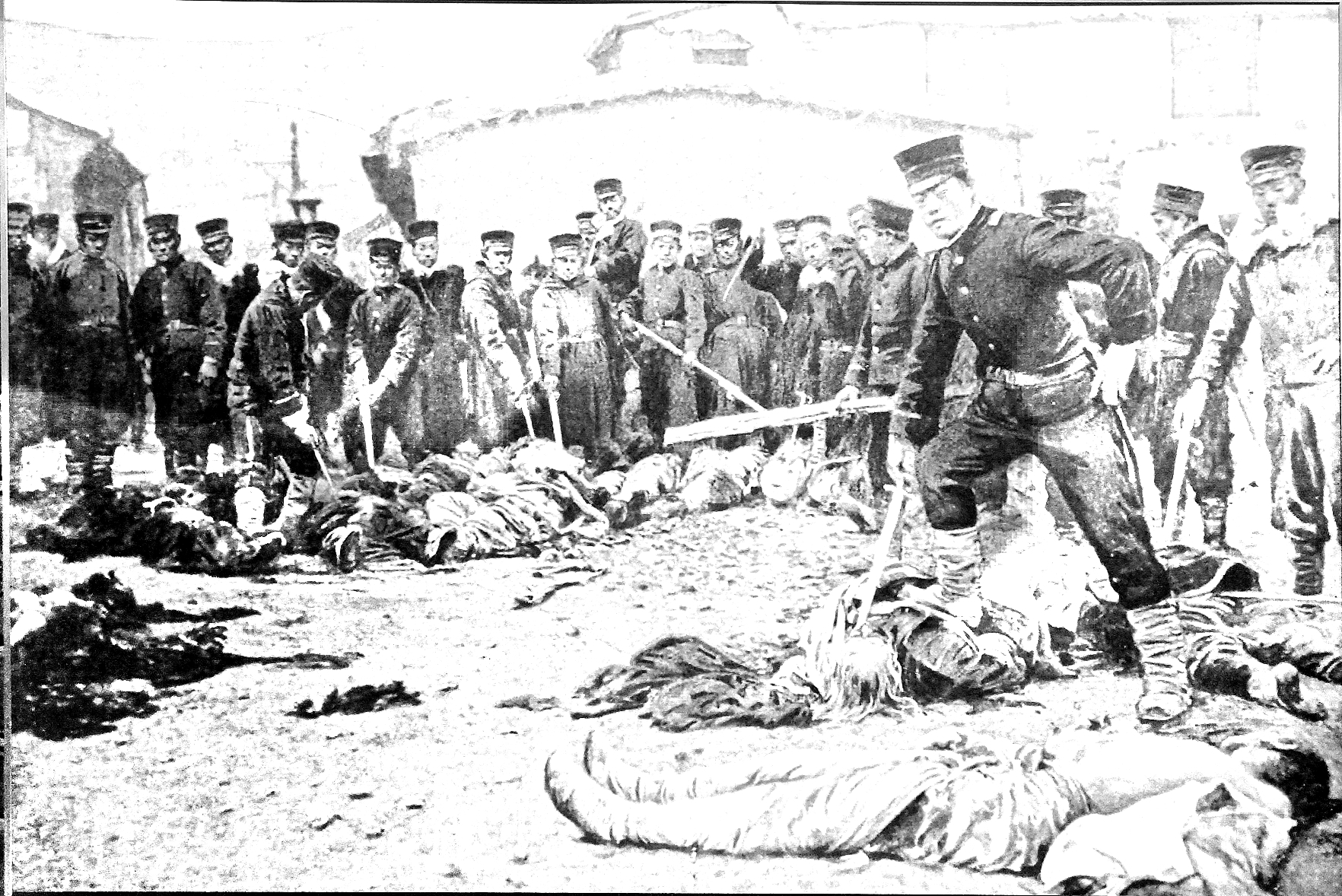
旅顺大屠杀

旅順大屠杀（英語：The Port Arthur massacre），也称旅顺惨案，是指大日本帝國軍隊于1894年11月甲午战争期间在清朝旅顺制造的大规模屠殺平民與戰俘的事件，因为旅顺口之战的挫折，在山地元治師團長的指挥下，第1師團下的伊瀬知好成聯隊長率領的步兵第2聯隊，連同河野通好聯隊長率領的步兵第15聯隊第3大隊等一些部队在旅顺报复性的屠杀。遇难者的遗体被焚化后葬於白玉山東麓的安葬崗，今稱「万忠墓」。

## 背景

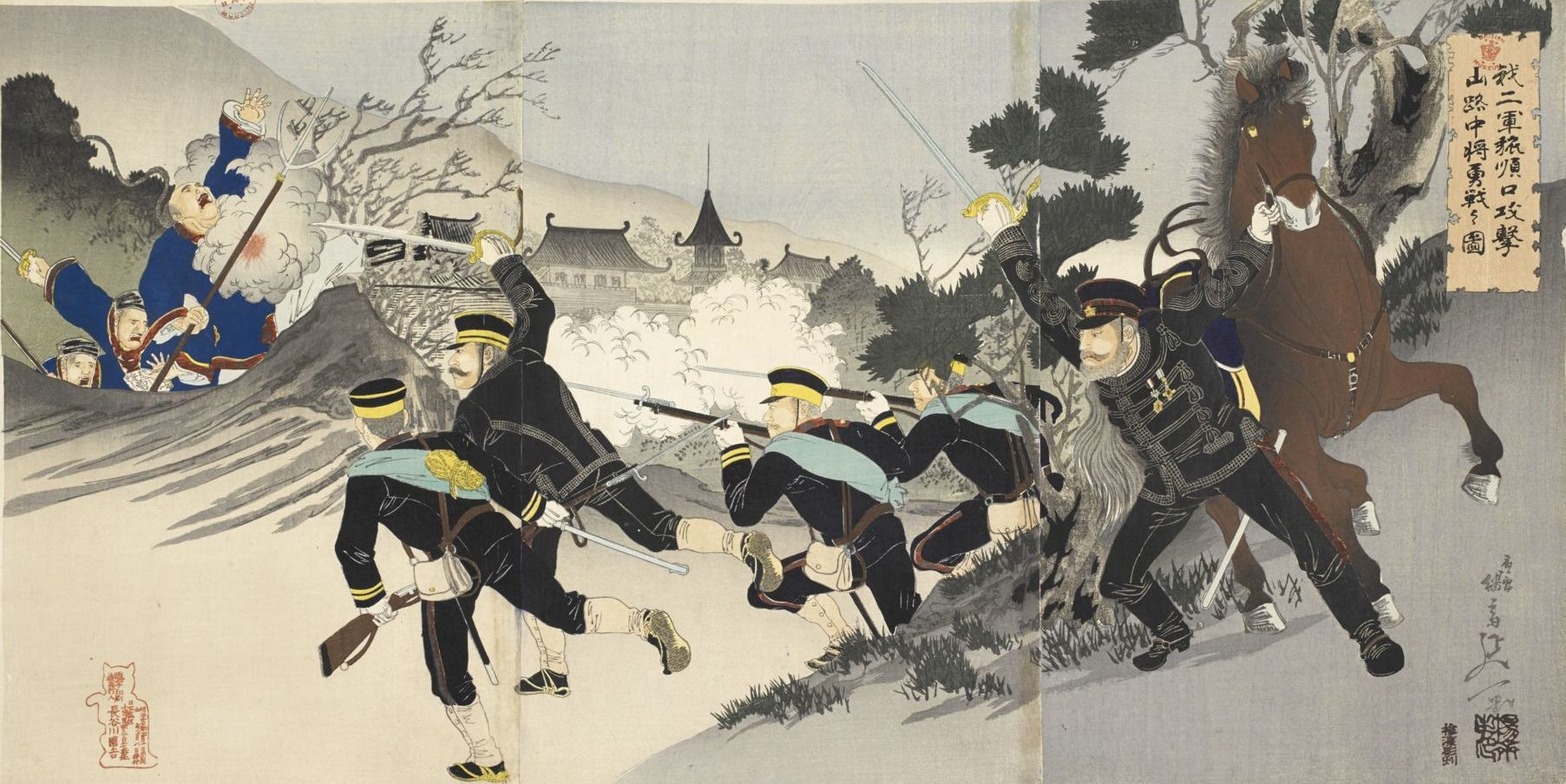
山地元治師團長

旅顺位于辽东半岛最南端，与威海卫隔海相望，共扼渤海门户，是北洋水師重镇。1894年11月，日軍攻陷中国旅顺，對撤退至市內的清兵連續四天進行掃蕩。掃蕩過程事後經由市內的一間紅十字會醫院，美國人克里曼、英國法學家胡蘭德、英國《泰晤士报》和美國的《紐約世界报》等相繼記載報導。
依據宗澤亞所著《清日戰爭》，旅順大屠殺起因有二：「其一，自日清戰爭開戰以來，日本國內報導日清戰事一直是連戰連勝、各戰大捷、清軍不堪一擊，誇耀日軍所向披靡的戰果。可是11月18日旅順口週邊土城子戰鬥，日軍遭遇到了預想不到的挫折，重創了第一師團長山地將軍的自尊心，山地將軍因此惱羞成怒。」；「其二，19日雙台溝附近，山地師團長接到報告：『我騎兵偵察兵約20名在土城子被清兵俘虜，偵查隊長中萬德次中尉和隨同士兵，首級被清軍砍下並斷肢割除睾丸。』還親眼看到衛生兵擔架上，被虐殺後肢體殘缺不全的日本士兵屍體。
滿清酷刑的野蠻之舉再次激起山地復仇的怒火，在日軍攻入旅順口時，下達了『除婦女老幼之外，一律格殺勿論』的命令。在強烈復仇心的驅使下，日軍開始瘋狂的報復行動。在街市內搜索發現逃亡的清兵換裝改扮成當地住民混雜在百姓中間難以辨認，躲藏在民家的清兵繼續開槍負隅頑抗。司令部接到報告後隨即下達第二道命令：『凡穿著平民服裝，疑為清兵的青壯年者一律誅殺。』之後旅順的大街小巷到處是殺人的現場，不論清兵與否皆視為清兵，百姓中老幼婦女也成為虐殺的對象。」

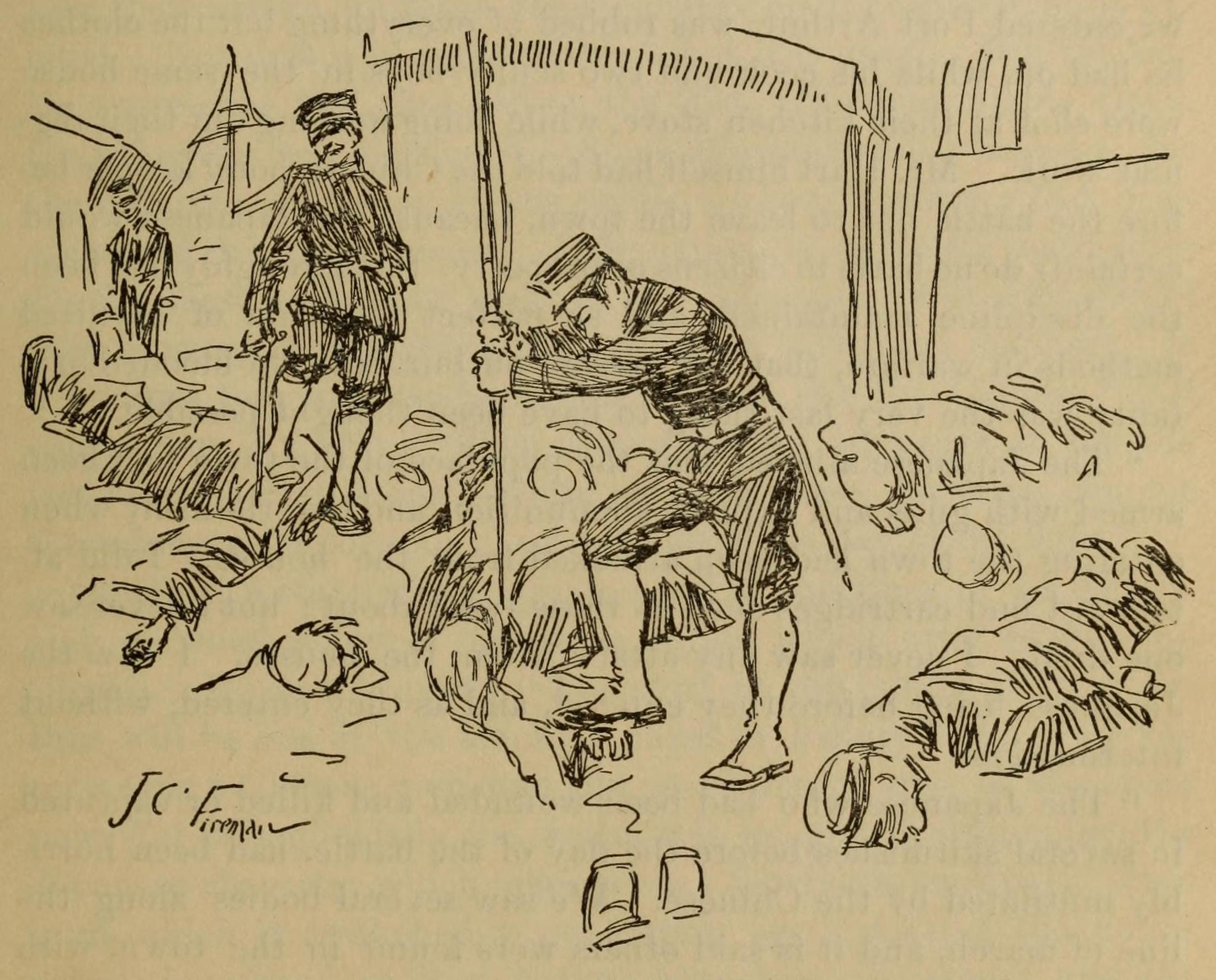
西方書籍刊載日軍殘殺清朝平民的素描

## 事件
1894年11月21日，日軍攻佔“东亚第一堡壘”的旅順後，對逃竄到市內各處的清兵進行了四天三夜的掃蕩行動，根据英国《旗幟日報》战地记者维利尔斯的報導，短短4天市內就有2萬人遇害，只有埋屍的36名華人倖免於難，而這36人的帽子上還寫著「此人不可殺戮」的標記。
在現場的美軍觀察者奧布萊恩中尉說，被殺戮的包括俘虜和平民，並且還看到了斷肢，但他又說道：「在那種情況下，很多軍隊都會如此，我們也不能指望在日軍身上會發生奇蹟。」，不過在那個從封建向文明過度的十九世紀，還是引發了那個年代歐美社會的很多反彈聲，當時美國《世纪》报刊刊登的评论：「日本是披着文明皮而带有野蛮筋骨的怪兽，日本今天已经摘下了文明的假面具，暴露了野蛮的真面目。」
據《旅大史話》記載，屍體運了1個月才抬完，花溝張家窯堆積2萬多具屍體，形成一座屍山。日軍下令澆油點火，燒了十幾天才燒完。燒成骨灰後，草草裝了4口大棺材，埋在白玉山東麓的亂葬崗。

## 记录
英国美國等外國對甲午一戰紀錄頗為詳細，包含插畫等在當時的報紙已經很常見，故能生動地傳遞消息。船員詹姆斯·艾倫自稱随美国货轮哥倫比亞号（Columbia）赴华为正在同日本作战的清军运送军火。在旅顺大屠杀期间，他被困于旅顺口。他的著作《在龍旗下——中日戰爭目擊記》描述了戰前他沿途看到日軍士兵被虐殺後肢體殘缺不全的屍體。但是該書的真實性遭《字林西報》、Japan Weekly Mail、《士蔑報》質疑，認為他並非目擊者，書中的人名、船名都對不上號。戚其章認為該書雖有錯誤，有關旅順大屠殺的內容與其他史料吻合。
《在龍旗下——中日戰爭目擊記》中寫道：「在我周围都是狂奔的难民。我第一次亲眼看见日本兵追逐逃难的百姓，用枪杆和刺刀对付所有的人，对跌倒的人更是凶狠地乱刺。」日军击毙所有遇见的人，在街道上行走，脚下到处踩着死尸。天已经黑了，「屠杀还在继续进行着，丝毫没有停息的迹象。枪声、呼喊声、尖厉的叫声和呻吟的声音，到处回荡。街道上呈现出一幅可怕的景象：地上浸透了血水，遍地躺卧着肢体残缺的尸体，有些小胡同简直被死尸堵住了，死者大都是城里人。」艾伦又写道：“我站在一处高地，离我不远处有一个池塘，池塘边站着好多日本兵，拼命将一群难民往池塘赶，不一会池塘裡便塞满了人。只见难民在水里乱成一片，池塘边的日本兵，有的拿枪射击，有的用枪上的刺刀刺。池塘裡断头的，斩腰的，穿胸的，破腹的，搅成一团，水变成通红一片。日本兵在一旁欢笑狂喊，快活得不得了。池塘裡少数活人，在死尸上爬来爬去，满身血污。其中一个女人，抱着一个小孩子，浮出水面，朝日本兵发出凄婉的哀求。岸边的日本兵竟拿刺刀来捅，当胸捅了个对穿。第二下又捅那个孩子，只见刺刀一捅，小孩子被捅到刺刀上，他高高的挑起枪来，摇了几摇，当作玩耍的东西。那女人伏在地下，尚未捅死，用奄奄一息的力气，想要起来看看那个孩子，刚挣扎了一下，又趴下了。日本兵就照屠杀别人的方法，也将这个女人斩成几段。”
《紐約世界報》記者詹姆斯·克里曼写道：“我經過各街，到處見屍體均殘毀如野獸所嚙。被殺之店舖生意人，堆積疊在道旁，眼中之淚，傷痕之血，都已冰結成塊。甚至有知靈性之犬狗，見主人屍首之僵硬，不禁悲鳴于側，其慘可知矣……”
此事件对日本社会也引起极大反响，《自由新闻》发文称《旅顺陷落的大捷报已化为万钧之雷砸向吾人头顶》，美国驻日公使谭恩对陸奧宗光说：“如果此时日本政府不采取一定的善后措施，那么迄今日本获得的名誉将完全毁掉。”随后，俄国驻日公使希特罗渥亦面晤陆奥，谈及旅顺口屠杀事件时，“虽所言与美国公使略同，然其口气冷淡，令人可怕”。
醜聞傳開後，陆奥不敢怠慢，急电伊藤博文说：“此等事实如最终不能否定，应有一定善后之考虑。”之後由陸奧宗光亲自去美国发布声明，大意为所杀的都是脱掉军服的逃跑清军，屠杀是对之前土城子战斗中被杀的日军俘虏的报复行为，在旅顺被俘的清军355人现在在日本受到很良好的对待等。并且收买媒体如中央通讯社，对率先进行报道事件的《时代周刊》进行攻击。之後給各國駐日公使發去辩解书並致歉，通知他们说：“关于占领旅顺口之际所发生的事实，因来自误传而毁坏我军之声誉，且使外国人往往怀有不快之感，对我甚为不利。为此而起草了关于上述误传之辩解书。”但隨軍採訪的兩名西方記者都認同有屠殺發生，一個是《紐約世界報》的克里曼，他的數字是幾萬人遇害，另一個報道平民被殺的维利尔斯則是《倫敦新聞畫報》的戰地記者，不過當時媒體業沒有監管，「黃色新聞」很多，比如南北戰爭時戰事報導都有灌水的狀況，大清保守與封閉的風格在當時與日本比輿論戰中吃了不少虧。

### 日兵的证言
- 日军步兵第2联队第2大队第5中队上等兵加部东常七《日清战役从军手记》记录：“本联队占领黄金山炮台之后，闯入市街在各家各户搜索，昏暗中遇见清人就毫不留情砍杀。小队在街区搜索前进，忽然在民家暗处发现一敌兵，我大喝一声，此人一瞬惊呆，刺刀就深深捅进对方的胸膛，他痛苦地紧紧握住枪剑，我用力拔出刺刀，那紧握枪剑的四指被刀刃割断，身体向一侧倾斜，再补一刺便魂飞魄散。”[23]

## 消息来源與分析
首先報導大屠殺的是《紐約世界報》記者詹姆斯·克里曼，他起初報導給出的數字是6萬人被屠殺之譜，因為克里爾曼描述日軍屠杀的具體死亡數字太誇張，所以結合曾經有些被證偽過了的消息，當時人們來看確實邏輯不太說得通，後來克里爾曼也廣受批評為誇大煽情的誤報。而目前學術上比較常見的幾種說法，由大往小開始算的話，首先是孙宝田事後調查的說法，他聲稱受害者有達到日軍宣傳殺敵一萬的兩倍，不過即使是中國學者，也承認人數超過兩萬多有爭議，可能是需要加上郊區這個前提數字才能達到，按事後36人扛屍隊點算，認為是要統計整個地區清军戰俘1200人，加上市民有一万八千三百余人，因為当时旅顺中心已知不到2000户，按房舍容納能力記頂多只有6,000到10,000左右，清军在添兵後人口也只增至約2萬人的小村鎮，所以基於這個史實數字與事件持續約4天的現實，日本歷史學者則基本認為殺戮過萬是不嚴謹考證，不相信當時還未現代化單靠刀具與舊式步槍可以做到這個數量，一些右翼更只認為是報復清軍野蠻在先導致的戰爭罪行，而即使是大屠杀承認派比如秦郁彦等人則也分析，按這樣合理推估大約死亡幾千人就到頂了，劉含芳密派親兵，喬裝赴旅順口調查後報稱：「所殺民人實有二千六七百人，以大坑收埋，各山兵民被殺尤多，皆未掩埋。」，若採取现代西方著作如《Modern Chinese Warfare: 1795 - 1989》則一般认为人民部分不超过三千為下限。

## 影响

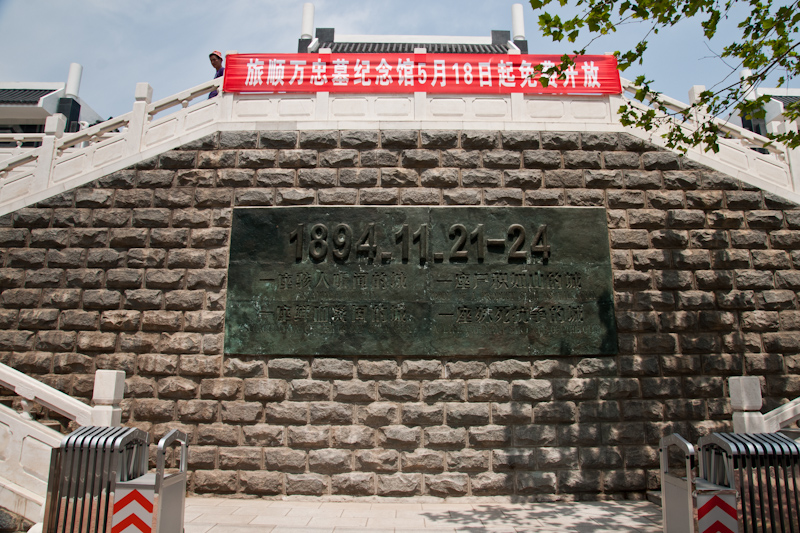
纪念旅顺大屠杀遇难者万忠墓纪念馆

此事件仍對於日本暫時放棄進佔東北具有作用，2001年埃爾曼（Elleman）总结道：“由於旅順屠殺產生了很大的轟動效應，哪怕是以聳人聽聞的方式獲得的，卻在各國中產生了同情中國的傾向，這也使得日本放棄了很多苦戰得來的東西，特別是遼東半島。”